# Jan Leitner
Jan Leitner (14 settembre 1953) è un ex lunghista cecoslovacco.

## Palmarès

### Mondiali indoor
- 1 medaglia:
  - 1 oro (Parigi 1985)

### Europei
- 1 medaglia:
  - 1 bronzo (Atene 1982)

### Europei indoor
- 2 medaglie:
  - 1 oro (Göteborg 1984)
  - 1 bronzo (Madrid 1986)